# Страта Карла I
51°30′16″ пн. ш. 0°07′34″ зх. д. / 51.50453° пн. ш. 0.12619° зх. д.
Страта короля Англії Карла I відбулася 30 січня 1649 року в Лондоні. Король, який зазнав поразки в англійській громадянській війні, був засуджений як «тиран, зрадник і ворог вітчизни» до відсікання голови. У своїй передсмертній промові він продовжував захищати абсолютизм. Через 11 років, коли в Англії було реставровано монархію, суддів, які винесли Карлу I смертний вирок, стратили як царевбивць.

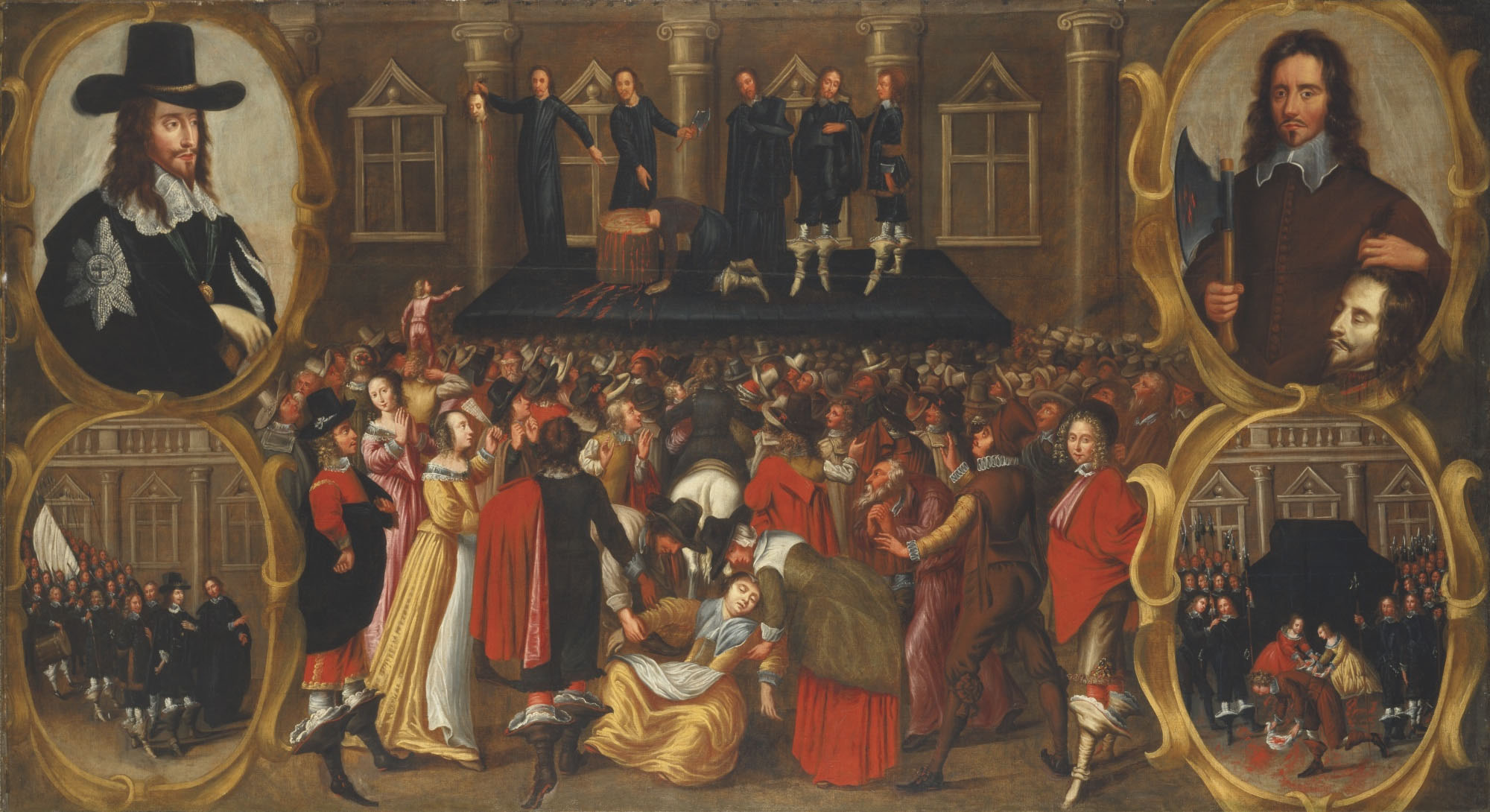
Страта Карла I, картина невідомого автора

## Передісторія
Карл I Стюарт став королем Англії та Шотландії у 1625 році. Він прагнув утвердити свою владу, вводив нові податки та підтримував англіканство, переслідуючи пуритан. Коли англійський парламент висловив своє невдоволення, Карл розпустив його та 11 років правив самостійно (1629—1640). Зіткнувшись із повстаннями в Шотландії та Ірландії, король був змушений знову скликати парламент, але той негайно почав вести самостійну політику та обмежувати владу монарха. У 1642 році розпочалася громадянська війна. Спочатку в ній перемагали кавалери (прихильники короля), але парламентська партія змогла створити сильну армію, на чолі якої став Олівер Кромвель.
У 1645 році Карл був розгромлений в битві під Несбі, причому переможці захопили особистий королівський архів, де існували докази співпраці короля з католиками, його переговорів про унію з іноземними державами. Карл опинився у фактичному полоні у шотландців, а в 1647 році був виданий ними англійському парламенту. Наприкінці того ж року він утік із ув'язнення на острів Вайт, але незабаром був змушений знову здатися. Усі полки парламентської армії направили петиції з вимогою судити короля.

## Суд

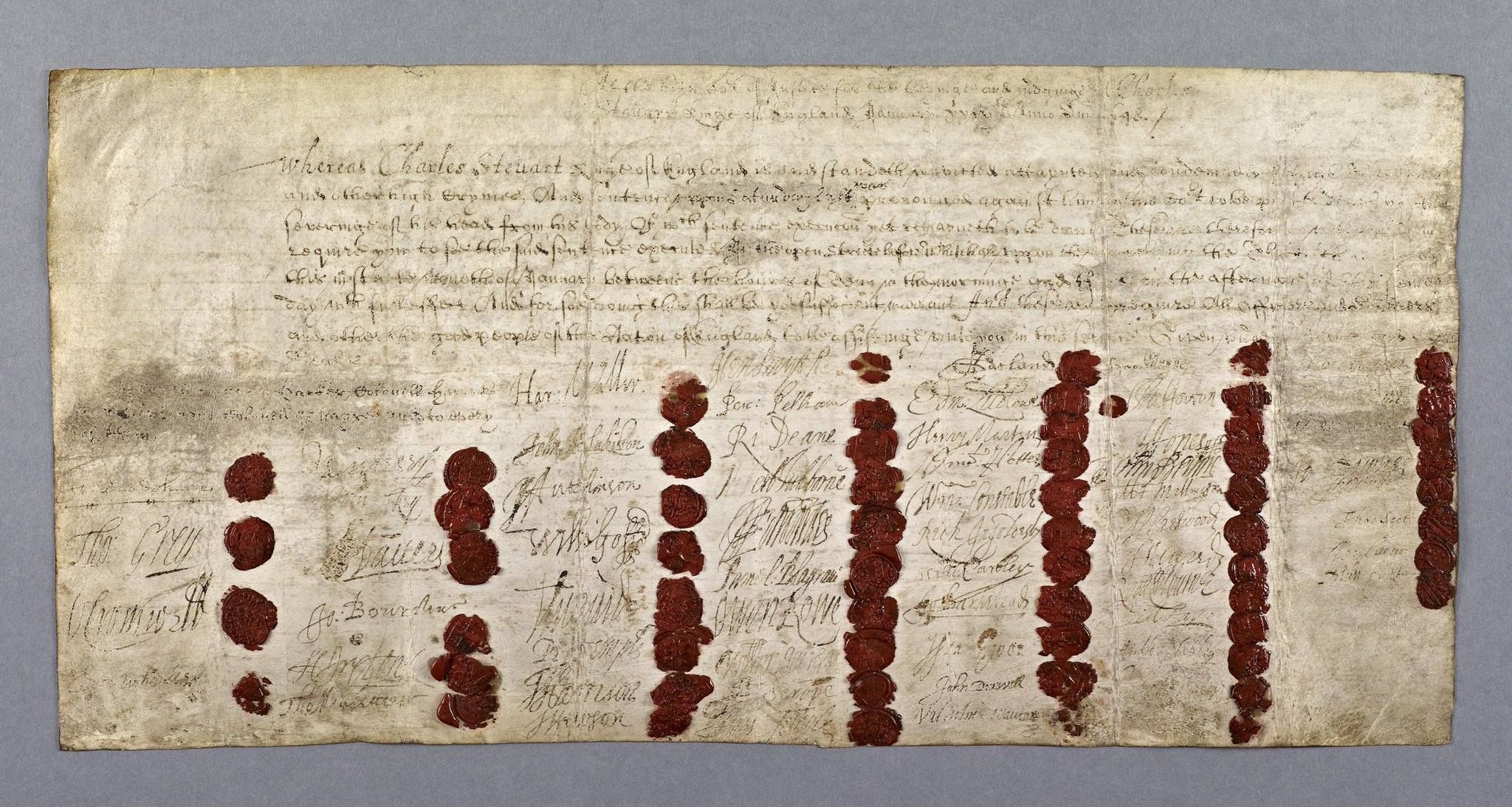
Наказ про страту Карла з підписами та печатками суддів

Парламент, який на той час перетворився на «Охвістя», вибрав для суду 150 комісарів на чолі з юристом Джоном Бредшо (пізніше їх кількість зменшилася до 135). Але фактично на засіданнях були присутні не більше половини суддів. Захисників у Карла не було — він захищав себе сам. Королеві було пред'явлено два основні звинувачення: в установі та присвоєнні собі необмеженої влади та розв'язанні війни проти свого народу та парламенту. Карл не визнав юрисдикцію суду, заявивши: «Немає таких законів, на підставі яких король може бути притягнутий до суду своїми підданими… Король вищий за закон, бо він його джерело». 27 січня 1649 Карл був визнаний винним як тиран, зрадник і ворог вітчизни, і засуджений до смерті через відсікання голови.
29 січня 1649 року 59 членів суду підписали наказ про страту Карла I: «Оскільки Карл Стюарт, король Англії, звинувачений, викритий і засуджений у державній зраді та інших тяжких злочинах і проти нього минулої суботи винесено справжнім судом вирок… то тому цим наказуємо Вам [кату] привести вказаний вирок у виконанні на відкритій вулиці перед Вайтголлом [палацом] завтра, 30 січня, між 10 годиною ранку і 5 годинами півдня того ж дня».

## Страта
30 січня 1649 року короля публічно обезголовили на вулиці Вайтголл, навпроти Бенкетної зали. Кат та його помічник були загримовані так, щоб ніхто не зміг їх дізнатися. Страта зайняла приблизно п'ятнадцять хвилин. Карл на ешафоті звернувся з промовою до натовпу. Він почав з того, що покараний несправедливим вироком за те, що сам брав участь у винесенні несправедливого вироку графу Страффорду, і потім сказав, що вмирає з Богом і вірою за свободу народу. Кат після страти не став вимовляти традиційних слів: «Ось голова зрадника!». Після страти натовп перебував у шоці, не висловлюючи схвалення тому, що відбувалося. На знак поваги голову короля пришили назад до тіла, щоб родичі могли гідно попрощатися та поховати його. Тіло Карла відвезли до Віндзору та поховали 8 лютого у каплиці Святого Георгія на території Віндзорського замку.

## У культурі
Страта Карла I описана Александром Дюма-батьком у романі «Двадцять років по тому» (1844). У цій книзі Атос стоїть під ешафотом, і король у свої останні хвилини розповідає йому про заховану скарбницю, яку слід у майбутньому використати на благо спадкоємця англійського престолу.